# IEC 60228
IEC 60228 ist die internationale Norm zur Bezeichnung des Leiterquerschnitts isolierter Kabel. Insbesondere wird eine Standardtabelle für Leiterquerschnitte wie folgt definiert:
| 0,5   | 0,75   | 1   | 1,5   | 2,5   | 4    |
| 6,0   | 10,00  | 16  | 25,0  | 35,0  | 50   |
| 70,0  | 95,00  | 120 | 150,0 | 185,0 | 240  |
| 300,0 | 400,00 | 500 | 630,0 | 800,0 | 1000 |

In der Elektrotechnik ist die Bezeichnung des Querschnitts in der Regel sinnvoller als die des Durchmessers, weil Stärke, Masse und Widerstand eines Kabels ebenso vom Querschnitt abhängen, wie der Strom, den das Kabel ohne Überhitzung führen kann. Für viele Anwendungen sind Mindestquerschnitte vorgeschrieben. Die Norm beschreibt verschiedene Aspekte der Leiter von isolierten Kabeln.

## Andere Bezeichnungen
Die IEC 60228 ist äquivalent zu:
- CEI 60228
- EN 60228

In Deutschland ist die Norm als DIN-Norm DIN EN 60228 bzw. VDE 0295 gültig.

## Leiterklassen
Die Angabe der Klasse nach IEC 60228 (DIN VDE 0295) bezieht sich auf die Flexibilität des Leiters. Eine Aussage über die Art der Verwendung ergibt sich aus der Leiterklasse nicht unmittelbar. Während mehrdrähtige Leitungen aufgrund ihrer Flexibilität überwiegend in ortsveränderlichen Installationen eingesetzt werden, sind bestimmte feindrähtige Leitungen ausschließlich für feste, unbewegte Installation vorgesehen (z. B. Aderleitungen oder Kabel im Fahrzeug-, Schiff- und Flugzeugbau sowie für Hochfrequenzanwendungen).
| Klasse | Aufbau        | Aufbau                                               | Kurzzeichen für                   | Kurzzeichen für         |
| Klasse | Aufbau        | Aufbau                                               | Starkstromkabel DIN VDE 0271/0276 | harmonisierte Leitungen |
| ------ | ------------- | ---------------------------------------------------- | --------------------------------- | ----------------------- |
| 1      | eindrähtig    | z. B. rund-eindrähtig oder sektorförmig-eindrähtig   | re, se                            | -U, -W                  |
| 2      | mehrdrähtig   | z. B. rund-mehrdrähtig oder sektorförmig-mehrdrähtig | rm, sm                            | -R, -S                  |
| 5      | feindrähtig   | umgangssprachlich „flexibel“ nur Kupfer              | (f)                               | -K, -F, -D              |
| 6      | feinstdrähtig | umgangssprachlich „hochflexibel“ nur Kupfer          | (ff)                              | -H, -E                  |